# مضاف غذائي
المضاف الغذائي أو المضاف الطعامي
هي أي مادة تضاف إلى الغذاء أو المشروبات وتعمل على تغيير أي من صفاته، أوهي جميع المواد التي ليست من المكونات الطبيعية للأغذية وتضاف إليها قصداً في أي مرحلة من إنتاجها إلى استهلاكها، وتضاف بغرض تحسين الحفظ أو الصفات الحسية أو الطبيعية أو الحد من تعريض المستهلك للتسمم وغيره من الأضرار الصحية نتيجة الحفظ غير الجيد للغذاء.. إلخ
فهي مواد تضاف إلى الاطعمة لكى تحافظ على نكهتها، أو لتحسن مذاقها أو مظهرها، وبعض هذه الاضافات تستخدم منذ أزمنة بعيدة لحفظ الطعام مثل التخليل (باستخدام الخل) والتمليح أو عن طريق استخدام مواد مثل ثاني أكسيد الكبريت.
وتعتمد حالياً نظام الترقيم الدولي INS حسب ما قررته هيئة الدستور الغذائي (الدولي) فنلاحظ أن المضافات الغذائية يشار إليها بالأرقام المرمزة التي توجد على غلاف الأغذية والأدوية، وتدل على مواد مضافة (ملونات، مطعمات، مثبتات،..) فنجد أن المواد المضافة للأغذية يرمز لها أحياناً بـ (E) وبجانبه رقم (مثلاً E100)
- ما المقصود بهذا الرمز ؟

تحمل المواد المضافة إلى المنتج الغذائي اسماً علمياً طويلاً ومعقداً، وقد يختلف اسمها التجاري من بلد لآخر أو قد يكون الاسم العلمي أو التجاري لا يهم الغالبية العظمى من المستهلكين، فمثلاً في أوروبا عملت الدول الأوروبية على توحيد الأنظمة والقوانين بينها، ولذلك فقد اتفق المختصون في دول الاتحاد الأوروبي على توحيد أسماء المواد التي يصرح بإضافتها للمنتجات الغذائية، ولسهولة التعرف عليها سواء أكانت هذه المواد المضافة مواد طبيعية أم مواد مصنعة، وذلك بوضع حرف (E) ثم يتبعها أرقام معينة.
فحرف الـ(E) يدل على إجازة المادة المضافة من جميع دول الاتحاد الأوروبي لسلامتها، وإضافتها بالتركيز المتفق عليه لا يحدث أي آثار سلبية، ويمثل هذا التركيز ما يتناوله الفرد يومياً طوال حياته دون إضرار بصحته، أما الرقم فيدل على نوع المادة المضافة.
وتختلف الدول في درجة اعتماد المضافات الغذائية وعدد ما تسمح منها. وقد أثارت هذه المواد التي يرمز لها بالأرقام كثير من التساؤلات الصحية عن صلتها بأمراض الحساسية والسرطان والاضطرابات العصبية والاضطرابات الهضمية وأمراض القلب والتهاب المفاصل.. إلخ نظراً للكميات الهائلة التي تستخدم منها.
فمثلاً قطاع صناعة الأغذية في الولايات المتحدة يستهلك سنوياً ثلاثة آلاف طن من الملونات، وظهر مؤخراً مأخذ جديد على هذه الإضافات كون بعضها يأتي من مصدر معدل وراثياً، وكذلك حصل جدل حول مناسبتها للنظام الغذائي للمسلمين واليهود والنباتيين والطبيعيين.

## أنواع المضافات الغذائية
1. المواد الحافظة: تعمل هذه المواد على حفظ الطعام لفترات أطول دون تلف ومن الأمثلة التقليدية لهذه المواد : السكر والملح (ملح الطعام) والخل، كما أن لبعض المواد القدرة على منع أو تثبيط نشاط ونمو البكتريا، وتضاف هذه المواد بكميات قليلة للغذاء وتعتمد في إضافتها إلى نوعية الطعام وطريقة صنعه كذلك على الميكروب الذي يحدث التلف.ويرمز لها ب E200-299.
2. مضادات الأكسدة: تعمل هذه المواد على منع أو تأخير فترة التغيرات الكيميائية التي تحدث نتيجة تفاعل الأكسجين مع الزيوت أو الدهون وكذلك الفيتامينات الذائبة في الدهون والتي تؤدي إلى التزنخ. والتزنخ يفسد الغذاء ويجعله مضرا بصحة الإنسان، كما أن مضادات الأكسدة تمنع أكسدة الفاكهة المجمدة. ويرمز لمضادات الأكسدة بالرمز (E) تتبعه الأرقام من 300 إلى 399.
3. المواد المبيضة والمساعدة على النضج: فالدقيق (الطحين) – مثلاً- يميل لونه إلى الصفرة، ومع طول مدة التخزين ينضج الطحين، ويتحول ببطء إلى اللون الأبيض. ولبعض المواد الكيميائية خاصية زيادة سرعة التبييض والمساعدة على النضج في وقت أقل مما يوفر نفقات التخزين، ويجنب كذلك المخزون من خطورة الإصابة بالحشرات الضارة والقوارض، كما تضاف هذه المواد إلى العجائن للغرض نفسه.
4. المواد الحمضية والقلويات والمحاليل المنظمة: تعتبر درجة الحموضة على قدر من الأهمية في صناعة وإعداد الكثير من الأطعمة فالأس الهيدروجيني (pH) قد يؤثر على لون الغذاء أو قوامه أو رائحته، ولذلك فان المحافظة على درجة الحموضة ضرورية في إنتاج بعض هذه الأغذية.
5. عوامل الاستحلاب والرغوة والمواد المثبتة والمغلطة للقوام: إن عوامل الاستحلاب تعمل على مزج مواد لا يمكن مزجها معاً؛ مثل الزيت والماء، وتمنع المواد المثبتة فصل أحدهما عن الآخر مرة أخرى، أما المواد التي تساعد على الرغوة فتعمل على مزج الغازات مع السوائل كما في المشروبات الغازية، كذلك فان المواد المغلظة للقوام التي تستعمل في صنع الكيك والحلويات والآيس كريم تزيد من الحجم وتحسن القوام والمظهر، ويرمز لها بالرمز (E) تتبعه الأرقام من 400 إلى 499.
6. المواد المعطرة: توجد الكثير من المواد سواء أكانت طبيعية أم مصنعة تستعمل كمواد معطرة في صناعة الغذاء وتضاف هذه المواد ـ عادة بتركيز منخفض قد يصل إلى أجزاء من المليون.
7. المواد الملونة: تستعمل هذه المواد الملونة الطبيعية منها أو المصنعة بكثرة في صناعة الغذاء، فعندما يختفي اللون الطبيعي للمنتج الغذائي أثناء التحضير فان مصانع الأغذية تضيف مادة ملونة، وغالبا ما تكون هذه المادة طبيعية، والمواد الملونة تجعل الطعام أكثر جاذبية وتزيد من إقبال المستهلك عليه، إما بالنسبة لأغذية الأطفال فالمجاز استخدامه من هذه المواد الملونة ثلاثة أنواع مصادرها جميعاً من الفيتامينات. ويرمز لها ب :E100-199.
8. المواد المحلية: المواد المحلية: تضاف مواد التحلية الاصطناعية كالسكارين والأسبرتام بكثرة كبدائل للسكر العادي لامتيازها بانخفاض السعرات الحرارية وعدم تأثيرها على تسوس الأسنان.

## مصادر المضافات الغذائية

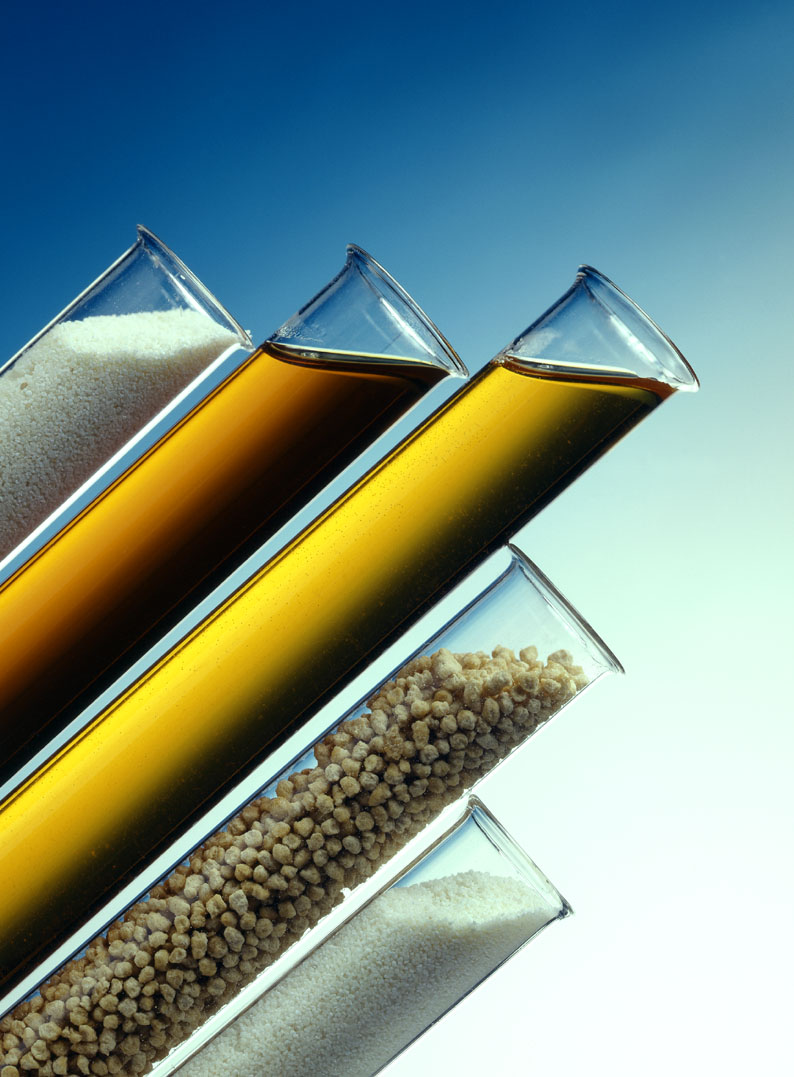
مضاف غذائي